# Starmap Mobile Alliance

Logo der Allianz

Karte der Starmap Länder Ende 2006

Die Starmap Mobile Alliance war ein Zusammenschluss mehrerer, eher kleiner, europäischer Mobilfunkgesellschaften, der am 1. Oktober 2003 von O₂, one, Sunrise Communications, vielen Telenor-Töchtern u. a. begründet wurde. Sie stand in Konkurrenz zu anderen Kooperationen wie der Freemove Alliance sowie der globalen Expansion der Vodafone Group und umfasste über 40 Millionen Mobilfunkkunden.
Die Mobilfunkbetreiber erhofften sich Ersparnisse durch eine höhere Einkaufsmacht gegenüber Netzausrüstern und Endgeräteherstellen zu erzielen. Gleichzeitig waren netzübergreifende Dienste, wie z. B. das Aufladen einer Prepaid-Karte mit einer Guthabenkarte eines Allianzmitgliedes möglich.
Mit Amena verließ 2007 infolge der Übernahme durch Orange ein sehr großes Mitglied die Allianz. Mit der Übernahme von O₂ durch Telefónica verlor die Starmap Mobile Alliance ab 2009 an Bedeutung.

## Mitgliederübersicht
| Land           | Netzbetreiber                   | Mitglied seit                                            |
| -------------- | ------------------------------- | -------------------------------------------------------- |
| Dänemark       | Sonofon                         | 31. März 2004                                            |
| Deutschland    | O₂                              | Gründungsmitglied                                        |
| Großbritannien | O₂                              | Gründungsmitglied                                        |
| Irland         | O₂                              | Gründungsmitglied                                        |
| Italien        | Wind Telecomunicazioni          | Gründungsmitglied                                        |
| Norwegen       | Telenor                         | Gründungsmitglied                                        |
| Österreich     | ONE (heute (3 AT) Drei Austria) | Gründungsmitglied                                        |
| Schweiz        | Sunrise Communications          | Gründungsmitglied                                        |
| Spanien        | Amena (heute Orange)            | zum 25. September 2006 ausgeschiedenes Gründungsmitglied |
| Tschechien     | Eurotel (heute O₂Telefónica)    | 21. September 2004                                       |
| Ungarn         | Pannon GSM (heute Telenor)      | Gründungsmitglied                                        |